# Schönste der Stadt
Schönste der Stadt, auch bekannt als Rotblond ist Trumpf und Die Tizianblonde (Originaltitel: The Strawberry Blonde), ist eine US-amerikanische Filmkomödie von Raoul Walsh aus dem Jahr 1941. In den Hauptrollen sind James Cagney, Olivia de Havilland, Rita Hayworth und Jack Carson zu sehen. Als Vorlage diente das Bühnenstück One Sunday Afternoon von James Hagan.

## Handlung
Biff Grimes arbeitet als Zahnarzt im New York der Jahrhundertwende. An einem Sonntagnachmittag erhält er einen Anruf: Ein neuer Patient müsse behandelt werden, es handle sich um einen Notfall. Biff ist zunächst wenig interessiert, bis sich der Patient als sein ehemaliger Freund Hugo Barnstead entpuppt. Biff sagt der Behandlung zu und lässt daraufhin sein Leben Revue passieren:
Zehn Jahre zuvor, als Biffs Leben noch leicht und unbeschwert ist, verliebt er sich in die rothaarige Lokalschönheit Virginia Brush. Überall, wo sie auftaucht, pfeifen ihr die jungen Männer hinterher und jeder hätte gern ein Rendezvous mit ihr, so auch Biff. Sich ihrer Schönheit durchaus bewusst, flirtet Virginia nur allzu gern, ohne jedoch einen ihrer Verehrer je wirklich ernst zu nehmen. Nur Biffs gewieftem Freund Hugo Barnstead gelingt es schließlich, eine Verabredung mit Virginia im Central Park zu arrangieren. Der strengen Sitten wegen wird Virginia von ihrer eher bescheiden gekleideten, doch selbstbewussten Freundin Amy Lind begleitet, während Hugo Biff unter falschem Vorwand dazu bewegt, sich ihm auf dem Weg zum Central Park anzuschließen. Als Biff merkt, dass er nur als Begleitung für Amy vorgesehen ist, ist er mehr als enttäuscht und hegt eher abneigende Gefühle für Amy, die sich ihm gegenüber – von der Frauenbewegung inspiriert – sehr unabhängig und forsch präsentiert.
Biffs Hoffnung, Virginias Herz doch noch zu erobern, erblüht von Neuem, als ein weiteres Rendezvous zu viert zustande kommt. Denn ein Zufall führt dazu, dass Biff den Tag mit Virginia allein verbringen darf. Sie erleben eine vergnügte Zeit an der Freiheitsstatue, im Zoo und in einem Biergarten, wo Biff passenderweise das Lied The Band Played On (The Strawberry Blonde) für die tizianblonde Virginia spielen lässt. Als er sie am Abend nach Hause begleitet und sie sich mit einem Kuss auf seine Wange bedankt, schwebt Biff auf Wolke sieben. Umso mehr trifft ihn der Schlag, als er ein paar Wochen später erfährt, dass Virginia Hugo Barnstead geheiratet hat. Es ist der Beginn eines tiefen Grolls gegen seinen Freund. Amy Lind versucht, Biff in seiner unglücklichen Lage beizustehen, und die beiden kommen sich dabei näher.
Wenige Jahre später hat Biff Amy geheiratet, die sich nun als treuherzige und sanfte Ehefrau erweist. Gerade als er vor dem Abschluss seines Zahnarztstudiums steht, begegnet er Virginia und Hugo, die inzwischen reich geworden sind. Auf Virginias Wunsch hin macht Hugo Biff zum Vizepräsidenten seiner Baufirma. Biff freut sich über den unverhofften Karrieresprung und merkt dabei nicht, dass er von seinem angeblichen Freund als Strohmann in zwielichtige Geschäfte mit minderwertigem Baumaterial verwickelt wird. Als es zu Unfällen kommt und Biffs lebenslustiger und trinkfreudiger Vater, der auf einer der Baustellen arbeitet, beim Einsturz einer Wand stirbt, landet Biff wegen Baupfuschs, für den er allein verantwortlich gemacht wird, für fünf Jahre im Gefängnis. Durch Amys Liebe und Kraft schöpft Biff neuen Lebensmut und entschließt sich, das Handwerk des Zahnarztes im Gefängnis zu erlernen. Nach seiner Entlassung etabliert sich Biff unter Mühen als Zahnarzt in seinem Viertel.
Zurück in der Gegenwart sieht Biff mit Hugo als seinem neuen Patienten seine Chance auf Rache gekommen und überlegt, auf welche Weise er sich an seinem ehemaligen Freund rächen soll. Hugo erscheint schließlich zu seiner Behandlung als körperliches Wrack, das mit seiner zynisch gewordenen Frau Virginia in einer lieblosen Ehe steckt. Biff kommt zu dem Schluss, dass er, obgleich nie so erfolgreich wie Hugo, am Ende doch das glücklichere Leben und die bessere Frau geheiratet hat. Hatte er zunächst sogar Mordphantasien gehegt, entscheidet sich Biff am Ende für eine weit harmlosere Rache: Er zieht Hugo einen Zahn ohne Betäubung. Wenig später deutet Amy ihrem Mann an, dass sie schwanger ist.

## Hintergrund
Die Geschichte beruht auf dem 1933 erstmals aufgeführten Bühnenstück One Sunday Afternoon von James Hagan, das noch im selben Jahr mit Gary Cooper und Fay Wray in den Hauptrollen von Stephen Roberts erstmals verfilmt wurde. Für die Version von 1941 kaufte Warner Brothers die Filmrechte am Stück Paramount Pictures ab und verlegte die Handlung von einer Kleinstadt nach New York City. Die Dreharbeiten fanden von Mitte Oktober bis Mitte Dezember 1940 statt. Die Filmbauten schuf Robert M. Haas.
Ursprünglich sollte Ann Sheridan die Titelrolle übernehmen. Aufgrund von Überarbeitung verließ sie jedoch das Projekt und wurde daraufhin von Warner Brothers suspendiert. Rita Hayworth sprang kurzfristig für sie ein, ohne dass die bereits für Sheridan genähten Kostüme von Designer Orry-Kelly besonders geändert werden mussten. Obwohl der Film in Schwarzweiß gedreht wurde, wurden die Haare der von Natur aus brünetten Hayworth für die Titelrolle erstmals in ihrer Karriere rot gefärbt. Von ihrem Studio Columbia Pictures an Warner Brothers für diesen Film ausgeliehen zu werden, stellte sich für Hayworth als Glücksfall heraus, da die Rolle einen wichtigen Schritt auf dem Weg zu ihrem späteren Status als Superstar bedeutete. Der Chef von Warner Brothers, Jack L. Warner, war so begeistert von ihrer Darbietung, dass er sie sofort für einen weiteren Film unter dem Titel Der Herzensbrecher (1941) engagierte.
Die Uraufführung von Schönste der Stadt fand am 12. Februar 1941 in Hollywood statt. Am 22. Februar 1941 ging der Film in den Vereinigten Staaten in den allgemeinen Verleih und erwies sich daraufhin als Hit an den Kinokassen. Regisseur Raoul Walsh bezeichnete die Komödie später als seinen Lieblingsfilm unter seinen eigenen. Er führte auch 1948 bei einer erneuten Verfilmung des Stoffs als Filmmusical unter dem Titel One Sunday Afternoon mit Dennis Morgan (Biff), Janis Paige (Virginia) und Dorothy Malone (Amy) die Regie. In Deutschland wurde Schönste der Stadt erstmals am 3. August 1977 im Fernsehen gezeigt.

## Kritiken
Die Kritiker äußerten sich durchweg lobend über den Film und seine Darsteller. Bosley Crowther von der New York Times meinte seinerzeit, dass der Zuschauer „viel Gefallen“ an Raoul Walshs „fröhlicher, herzlicher und vollkommen gewinnender“ Komödie finden werde. James Cagney sei „wie immer ausgezeichnet als streitsüchtiger und stolzer, kleiner Kerl“. Olivia de Havilland sei „lieblich und sympathisch“ in ihrer Rolle und Rita Hayworth sorge für den „klassischen Flirt“. Crowther räumte für Nebendarsteller George Tobias in der Rolle von Cagneys loyalem Freund ein „besonderes Lob“ ein. Jack Carson sei wiederum „ein genialer Schuft“.
Time verglich den Film mit „einer vergnügten, sentimentalen Kutschfahrt zu Zeiten der Jahrhundertwende“. Cagney mache „den Helden zu einem harten, aber dennoch tollen Kerl“. Die „rotblonde Spitzenfrau“ Rita Hayworth laufe ihm jedoch mit dem Film davon, während die „dunkeläugige Olivia de Havilland mit ihrem elektrisierenden Zwinkern […] beiden die Show stiehlt“. Laut Weekly Variety blühe Rita Hayworth im Film auf „wie eine Rose“. In „umwerfende Kostüme der Jahrhundertwende“ gekleidet und „herrlich gefilmt“, verleihe sie „ihrer Rolle eine strahlende Aura“ und enthülle „eine Persönlichkeit, die ihre Bekanntheit enorm steigern wird“.
Don Druker vom Chicago Reader beschrieb den Film als „köstliches Stück amerikanischer Geschichte“, das „die Stimmung von Walshs eigener Jugend in den 1890er Jahren großartig einfängt“. James Cagney sei „wunderbar als anständiger junger Zahnarzt“. Auch biete der Film eine „perfekte Balance von berührender Nostalgie und subtiler Komik“. Er sei „empfehlenswert“ als eine von Walshs und Cagneys „besten Leistungen“. Michael Costello vom All Movie Guide befand rückblickend, dass Cagney, Carson und de Havilland „allesamt hervorragend“ seien und Rita Hayworth in ihrer bis dahin größten Rolle „selten schöner ausgesehen“ habe.
Für das Lexikon des internationalen Films war Schönste der Stadt eine „[w]itzige, virtuos inszenierte Komödie“, die „dialogbetont, jedoch mit melodramatischen, slapstickartigen und musikalischen Elementen angereichert und als unterhaltendes Kunstprodukt angelegt“ worden sei. Dabei erstrecke sich die Ironie „vor allem auf die Emanzipationsbestrebungen der Frau, aber auch auf tradiertes männliches Rollenverhalten“.
Der renommierte Filmkritiker Jonathan Rosenbaum nahm den Film im Jahr 1998 in seine Liste der 100 besten amerikanischen Filme auf, die er als Alternative und Kritik an der Liste der besten Filme des American Film Institute zusammenstellte.

## Auszeichnungen
Bei der Oscarverleihung 1942 war der Film in der Kategorie Beste Musik in einem Filmmusical für einen Oscar nominiert. Komponist Heinz Roemheld unterlag jedoch Frank Churchill und Oliver Wallace, die den Preis für Dumbo gewinnen konnten.